# Лайсек, Олдржих
Олдржих Лайсек (8 февраля 1925 — 2 октября 2001) — чешский художник, график, дизайнер и педагог искусства. От 1954 года был членом Союза чехословацких мастеров искусства. Был ведущим объединения мастеров называемого Объединение восьми мастеров искусства. В 1985 году ему былa предоставлена награда За прекрасную работу. В течение своей жизни создал около 3000 произведений, из них более чем 1800 находится в частных коллекциях.

## Жизнь
Олдржих Лайсек родился 8. февраля 1925 в Кресетицах недалеко от города Кутна-Гора в семье работника торговли. В 1944 году получил аттестат зрелости в Высшей промышленной школе в Кутной Горе. В течение Второй Мировой Войны был членом организации сопротивления Кулак, благодаря чему позднее стал членом Чешского союза борцов за свободу. После Второй Мировой войны переехал в Прагу, где короткое время работал в Союзе чехословацкой промышленности. Oт 1946 г. учился на Педагогическом Факультете Карлова Университета в Праге. Здесь благодаря кафедрам Изобразительного воспитания и Начертательной геометрии открыл в себе свой талант. Окончил факультет в 1950 году, свою квалификацию расширил и в области экономики когда получил в 1966 году титул инженера. Потом работал учителем, от 1955 года стал преподавателем на Средней школе Искусства в промышленности.
В карьере на пути искусства стал известным достаточно быстро. В 1955 году был принят в Содружество Штурса, позднее в 4. Отдел. Участвовал в конкурсе по внутренней реконструкции Народного Театра в Праге и в конкурсе Йираска. От 1954 года был членом Союза чехословацких мастеров искусства. В 1960 году был одним из основателей Объединения восьми мастеров искусства, в котором действовал как ведущий. Целью этого объединения была организация культурно-воспитательных акций, не в стенах известных культурных заведений а в поселках и малых городках, а так же поиски новых пространств для организации выставок. В 1985 году был оценен президентом Чешской Республики государственной наградой «За прекрасную работу». Умер в Праге 2 октября 2010 года в возрасте 76 лет.

## Произведения
Творчество Олдржиха Лайсека отличается широким спектром жанров. Он посвятил себя абстрактному рисунку, реализму, сюрреализму и т. д. Наиболее он прославился своими пейзажами, благодаря которым стал широко известен как чехословацкий художник своего времени. Инспирации находил в своем родном Среднечешском крае, в пражских улочках или в течение своих многочисленных заграничных путешествий в Грецию и Югославию.